# Bořivoj Šarapatka
Bořivoj Šarapatka (ur. 1 lipca 1959 w Ołomuńcu) – czeski wykładowca akademicki, polityk i samorządowiec, deputowany do Izby Poselskiej.

## Życiorys
Absolwent Wyższej Szkoły Rolniczej w Brnie (1983), kształcił się następnie na Uniwersytecie Palackiego w Ołomuńcu. W latach 80. pracował w przedsiębiorstwie ČSVTS Agroplan, następnie zajął się działalnością akademicką. Od 1990 do 1996 był asystentem na Uniwersytecie Palackiego. W latach 1994–2001 pełnił funkcję prodziekana jednego z wydziałów. Był również docentem i kierownikiem w katedrze ekologii i ochrony środowiska. W 1992 zaczął również prowadzić własną działalność gospodarczą, w 2007 został dyrektorem zarządzającym spółki prawa handlowego.
W latach 2002–2006 był radnym Ołomuńca. W wyborach w 2010 z listy TOP 09 uzyskał mandat deputowanego do Izby Poselskiej, który sprawował do 2013. W wyborach regionalnych w 2012 został wybrany na posła kraju ołomunieckiego.